# MacPherson-futómű

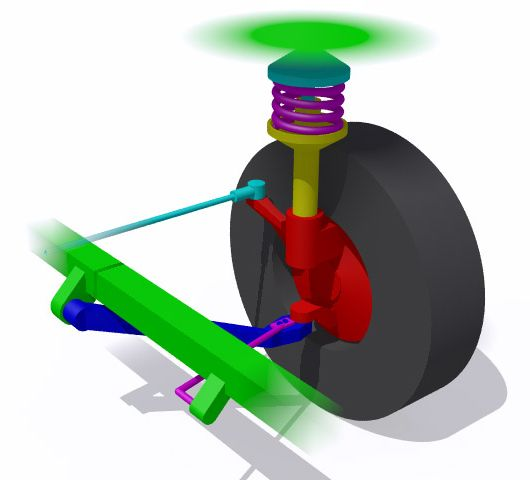
Az eredeti szabadalom szerinti összeállítás, ahol az alsó lengőkar (kék) csak kereszt irányban támasztja meg a csonkállványt (piros), a hossz irányú megtámasztást a stabilizátor (lila) biztosítja

A MacPherson-futómű egy személygépkocsikhoz kidolgozott felfüggesztési rendszer, elsősorban első kormányzott kerekekhez. A nevét  Earle S. MacPherson amerikai mérnökről, a szerkezet kidolgozójáról kapta.

## Története
Earle S. MacPherson a Chevrolet személyautó projektjének (Chevrolet's Light Car project) a főmérnöke volt 1945-ben. A második világháború után azt a feladatot kapta, hogy tervezzen egy a korábbiaknál könnyebb kisebb autót.
A Cadet képében egy forradalmi járművet terveztek bevezetni. Az 1946-ra elkészült három prototípus az újítások széles skáláját mutatta be. Ezek egyike volt az új rendszerű független felfüggesztés, amit ma MacPherson-rendszernek hívnak. A Cadetet tartjuk nyilván az első autónak, amit ezzel a felfüggesztéssel szereltek. A Cadet nem került gyártásba, mivel a projektet 1947-ben leállították, mert nem bíztak abban, hogy a járművet megfelelő haszonnal tudják gyártani. A trendek nem a kisautók irányába mutattak az Egyesült Államokban.
Később a felfüggesztés szabadalma a Fordhoz került, de a FIAT már az 1920-as években használt hasonló megoldásokat. MacPherson valószínűleg több korábbi konstrukcióból merített inspirációt.
Az első MacPherson-futóművel szerelt sorozatgyártású autóként az 1949-es Ford Vedette-t szokták említeni, bár ezt az autót korábban tervezték.

## Kialakítása

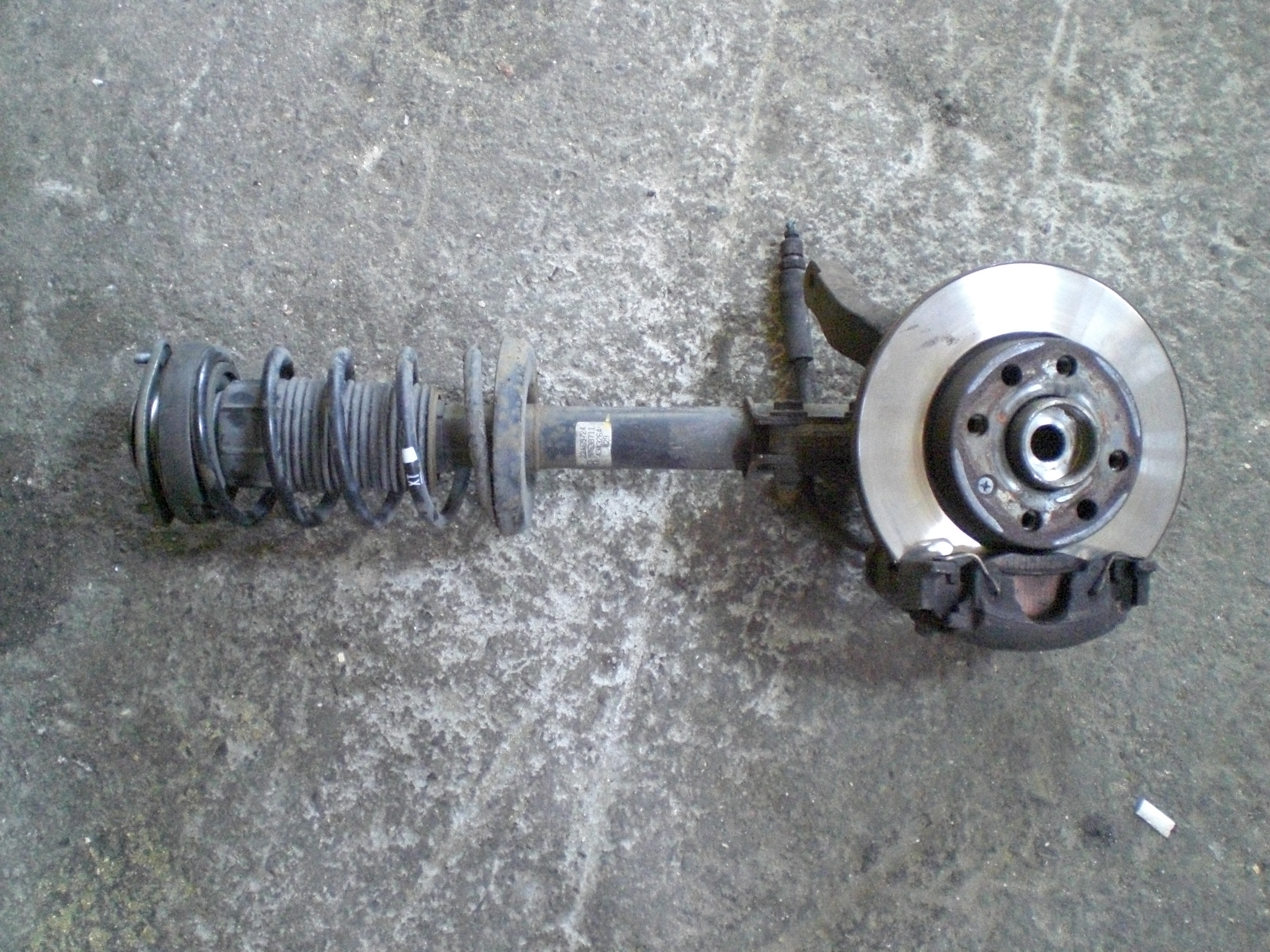
A rugóstag a csonkállvánnyal és féktárcsával

A MacPherson-futómű egy teleszkóppal és egy alsó lengőkarral támasztja meg a csonkállványt. A kormányzás a csonkállvány elfordításával történik. Jellemző a teleszkóp (lengéscsillapitó) felső részére szerelt tekercsrugó, de lehet torziós rúdrugó is az alsó lengőkarhoz kötve, (VW) vagy a tekercsrugó a teleszkóptól függetlenül beépítve. (Mercedes)

### Előnyei
- Kis tömeg
- Kevés alkatrész
- Egyszerű kialakítás
- Kis helyigény
- Gyártáskor egy egységként szerelhető a karosszériába

### Hátrányai
- Berugózáskor a kerékdőlés nem tartható olyan mértékben kézben, mint az igényesebb megoldásoknál
- A kanyarodáskor a kerék elfordulási középpontja nem esik egybe a kerék középvonalával és ez a távolság függ a berugózási állapottól, ezért terhelésváltáskor zavaró nyomaték keletkezik a kormányon.
- A kanyarodáskor a teleszkóp oldalirányú erő hatására feszül, ami akadályozza annak mozgását.
- Kevésbé testre szabható, mint az egyéb szokásos megoldások